# Jozafat Sziszkow
Jozafat Sziszkow, bułg. Йосафат Шишков (ur. 9 lutego 1884 w Płowdiwie, zm. 11 listopada 1952 w Sofii) – bułgarski asumpcjonista (AA) i duchowny, męczennik chrześcijański, błogosławiony Kościoła rzymskokatolickiego.
Pochodził z licznej rodziny. Na chrzcie otrzymał imiona Robert Matej. Mając 16 lat wstąpił do zgromadzenia asumpcjonistów (Zakon Wniebowzięcia Najświętszej Marii Panny, Augustianie od Wniebowzięcia, oparty na regule św. Augustyna) przyjmując imię Jozafat. W 1901 był nauczycielem potem w 1904 roku został wysłany do Belgii, gdzie kontynuował studia filozofii i teologii. W dniu 11 lipca 1909 roku otrzymał święcenia kapłańskie. W latach 1914–1919 uczył w Kolegium Świętego Augustyna, a następnie w Wyższej szkole w Warnie. W lipcu 1929 został mianowany dyrektorem seminarium. Został aresztowany w grudniu 1951 roku proces odbył się w dniach 29 września do 3 października 1952 roku skazano go na karę śmierci. W dniu 11 listopada 1952 roku został zastrzelony w Sofii. Razem z nim śmierć męczeńską poniósł Kamen Wiczew, Paweł Dżidżow, następnie jego ciało wrzucono do masowego grobu na cmentarzu w Sofii.
Zostali razem beatyfikowani przez papieża Jana Pawła II w dniu 26 maja 2002 roku.